# 大教堂海灘

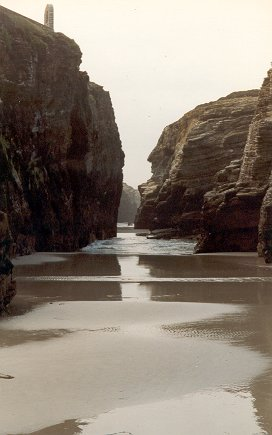
大教堂海灘

大教堂海灘（西班牙語：Praia das Catedrais）是一處位於西班牙東北部里瓦德奥以西10公里處的一座海灘，名稱來源是該地旅遊業給這「聖水海灘」（加利西亞語：Praia de Augas Santas）的稱呼。這海灘被加里西亞稱呼劃定為自然紀念物。
這海灘的自然景觀有天然拱和洞穴，在退潮時看夠能見。潮漲時，海灘仍能看見，但亦能在這游泳，但退潮時這裡的外貌更清楚，外貌成因主要是海水侵蝕。